# Sachsendorf (Lindendorf)
Sachsendorf è una frazione del comune tedesco di Lindendorf, nel Land del Brandeburgo.

## Storia
Il 26 ottobre 2003 il comune di Sachsendorf venne soppresso e fuso con i comuni di Dolgelin, Libbenichen e Neu Mahlisch, formando il nuovo comune di Lindendorf.

## Monumenti e luoghi d'interesse
Chiesa (Dorfkirche)Edificio in mattoni dominato da una massiccia torre di facciata eretta dal 1514 al 1519.